# Liiga (2019/2020)
Sezon Liiga rozgrywany został na przełomie 2019 i 2020 jako 45. sezon rozgrywek o mistrzostwo Finlandii w hokeju na lodzie.
Obrońcą tytułu była drużyna HPK, która w finale poprzednich rozgrywek pokonała Kärpät 4:3.

## Sezon zasadniczy
| L  | Drużyna  | M  | Z  | Zdn | Pdn | P  | G+  | G-  | +/- | Pkt. |
| -- | -------- | -- | -- | --- | --- | -- | --- | --- | --- | ---- |
| 1  | Kärpät   | 59 | 36 | 7   | 5   | 1  | 185 | 114 | +71 | 127  |
| 2  | Lukko    | 59 | 32 | 8   | 6   | 13 | 190 | 121 | +69 | 118  |
| 3  | Tappara  | 60 | 30 | 11  | 7   | 12 | 188 | 128 | +60 | 119  |
| 4  | Ilves    | 59 | 32 | 6   | 6   | 15 | 182 | 133 | +49 | 114  |
| 5  | KooKoo   | 59 | 30 | 7   | 6   | 16 | 172 | 129 | +43 | 110  |
| 6  | HIFK     | 59 | 26 | 8   | 9   | 16 | 174 | 143 | +31 | 103  |
| 7  | HPK      | 59 | 27 | 7   | 7   | 18 | 157 | 147 | +10 | 102  |
| 8  | JYP      | 59 | 25 | 6   | 4   | 24 | 177 | 159 | +18 | 91   |
| 9  | Ässät    | 59 | 20 | 4   | 8   | 27 | 141 | 170 | -29 | 76   |
| 10 | KalPa    | 59 | 19 | 5   | 8   | 27 | 156 | 186 | -30 | 75   |
| 11 | TPS      | 59 | 17 | 5   | 8   | 29 | 149 | 185 | -36 | 69   |
| 12 | SaiPa    | 59 | 18 | 4   | 4   | 33 | 123 | 185 | -62 | 66   |
| 13 | Jukurit  | 59 | 18 | 8   | 7   | 33 | 127 | 178 | -51 | 56   |
| 14 | Pelicans | 59 | 12 | 7   | 4   | 36 | 120 | 201 | -81 | 54   |
| 15 | Sport    | 59 | 11 | 4   | 8   | 36 | 129 | 191 | -62 | 49   |

Legenda:
- = Awans bezpośredni do fazy play-off,       = Awans do kwalifikacji przed fazą play-off.

Pod koniec rozgrywania sezonu zasadniczego w dniu 13 marca 2020 ogłoszono zakończenie edycji ligowej z powodu pandemii COVID-19. Był to pierwszy przypadek nie wyłonienia medalistów mistrzostw Finladii od 1944, gdy uniemożliwiła to wojna kontynuacyjna.
Wprawdzie drużyna Tappara zdobyła 119 pkt. rozegrawszy 60 spotkań, jednak zespół Lukko uzyskawszy 118 pkt. w 59 meczach został sklasyfikowany wyżej w tabeli z uwagi na wyższą średnią punktową.

## Nagrody
Klubowe
- Trofeum pamiątkowe Harry’ego Lindbladina – pierwsze miejsce w sezonie zasadniczym: Kärpät
- Kanada-malja – mistrzostwo w fazie play-off: nie wyłoniony
- Hopealuistin – najlepszy bilans goli w sytuacjach specjalnych: Tappara[5]
- Trofeum pamiątkowe Aaro Kivilinny – najlepszy klub w Finlandii ogółem: ?

Indywidualne
- Trofeum Aarnego Honkavaary – najwięcej goli w sezonie zasadniczym: Julius Nättinen (JYP) – 33 gole[6]
- Trofeum Juhy Rantasili – najwięcej goli wśród obrońców w sezonie zasadniczym: Mikko Kousa (HIFK) - 10 goli[7]
- Trofeum Veliego-Pekki Ketoli – najwięcej punktów w sezonie zasadniczym: Justin Danforth (Lukko) – 60 pkt.[8]
- Trofeum Mattiego Keinonena – najbardziej efektywny zawodnik w klasyfikacji +/- w sezonie zasadniczym: Mika Pyörälä (Kärpät) +35[9]
- Trofeum Lassego Oksanena – najlepszy zawodnik w sezonie zasadniczym: Justin Danforth (Lukko)[10][11]
- Trofeum Jariego Kurri – najlepszy zawodnik w fazie play-off: nie przyznane
- Kultainen kypärä – najlepszy zawodnik sezonu: Justin Danforth (Lukko)[12]
- Trofeum Urpo Ylönena – najlepszy bramkarz sezonu: Lukáš Dostál (Ilves)[13]
- Trofeum Pekki Rautakallio – najlepszy obrońca sezonu: Matt Caito (KooKoo)[14]
- Trofeum Raimo Kilpiö – najuczciwszy zawodnik sezonu: Ville Koho (SaiPa)[15]
- Trofeum Jarmo Wasamy – najlepszy debiutant sezonu: Matias Maccelli (Ilves)[16]
- Skład gwiazd sezonu[17]:
  - Bramkarz: Lukáš Dostál (Ilves)
  - Obrońcy: Matt Caito (KooKoo), Jakub Krejčík (Kärpät)
  - Napastnicy: Justin Danforth (Lukko), skrzydłowi Eemeli Suomi (Ilves), Julius Nättinen (JYP)
- Trofeum Kaleviego Numminena – najlepszy trener sezonu: Jussi Ahokas (KooKoo)[18]